# Ютаза
Ютаза́ — река в Татарстане, левый приток реки Ик.

## География
Длина реки — 46 км, площадь бассейна — 390 км². Исток находится в 4 км юго-западнее с. Новое Сумароково Бугульминского района. Протекает по Бугульминско-Белебеевской возвышенности с устьем возле с. Абсалямово Ютазинского района. Русло извилистое, неразветвлённое. В реку впадает 20 притоков.

## Гидрография
Река маловодная. Питание смешанное, преимущественно снеговое (до 76 %). Годовой слой стока — 73 мм, из которых 53 мм приходится на период весеннего половодья. Модули подземного питания — 0,25-1,0 л/с км². Вода в реке хлоридно-гидрокарбонатно-кальциевая, жёсткость колеблется от 6,0-9,0 мг-экв/л весной, до
9,0-12,0 мг-экв/л в межень. Минерализация от 400—500 мг/л весной, до 500—1000 мг/л в межень.

## Описание
Пересечения с крупными транспортными путями: автодороги «Азнакаево — Ютаза — М5», «Ютаза — Уруссу», ж.-д. линия Москва — Ульяновск — Уфа.

## Хозяйственное использование
- Река имеет большое хозяйственное значение для данного региона, является источником водоснабжения сельскохозяйственных предприятий.
- Постановлением Совета Министров Татарской Автономной Советской Социалистической Республики от 10 января 1978 г. № 25 и постановлением Кабинета Министров Республики Татарстан от 29 декабря 2005 г. № 644 признана памятником природы регионального значения.